# Хермий (тиран)
Хермий (на старогръцки: Ερμίας ο Αταρνεύς, Hermeias, Hermias, † 342 пр.н.е.) е тиран на Атарней в Еолия, Мала Азия, от ок. 350 пр.н.е.
Хермий е евнух от Витиния и роб. Неговият господар и приятел, обменящият пари Евубул му завещава градовете Атарней и Асос.
Като млад Хермий следвал философия в академията на Платон и оттогава е приятел с Аристотел. От 347 до 345 пр.н.е. Аристотел живее като гост при Хермий в Атарней и след неговата смърт се жени за неговата племенница (или дъщеря) Пития. Освен това той основава тук своето първо философско училище.
През 342 пр.н.е. Хермий дава тайно на Филип II Македонски една крепост в Мала Азия. Тогава персийският цар Артаксеркс III изпраща своя генерал от Родос в Атарней, който успява да плени Хермий и да го заведе в персийската столица Суза, където е измъчван и екзекутиран.
След смъртта на Хермий Аристотел поставя за своя тъст и приятел една статуя в Делфи и пише един химн (Арете).